# Гай Маций
Гай Ма́тий Кальве́на (лат. Gaius Matius Calvena; родился, по разным версиям, в 84 или 80 году до н. э., Рим, Римская республика — умер после 44 года до н. э.) — римский всадник, участвовавший в гражданской войне 49—45 гг. до н. э. на стороне Гая Юлия Цезаря. Знакомый Марка Туллия Цицерона.

## Биографические сведения
Гай Матий принадлежал к всадническому сословию, а его рождение в историографии относят к периоду около 84 года до н. э. В молодости он ездил в Грецию для обучения философии и риторике; Аполлодор Пергамский составил для него риторическое наставление. Впервые упоминается Цицероном в письме Гаю Требацию в Трансальпийскую Галлию из Рима в июне 53 до н. э., и автор называет его «любезнейшим и ученейшим человеком».
Как и Аттик, не проходил римский cursus honorum, но не оставался в стороне от политической жизни. По выражению Клода Николе, вместе с Оппием, Гирцием и еще несколькими людьми входил в состав «теневого» кабинета Цезаря и компрометировал диктатора своим корыстолюбием. Тацит упоминает его наряду с Оппием, Корнелием Бальбом и Ведием в числе прославленных римских всадников, допущенных благодаря Цезарю к решению вопросов войны и мира.
Будучи из близких друзей Цезаря одновременно поддерживая дружеские отношения с Цицероном, который прозвал его «Кальвеной» (от лат. calvus — «лысый»). Вместе с Требацием участвовал в Галльской войне, затем в гражданской войне. В самом начале конфликта в квинкватрии 49 до н. э. Маций, «на которого всегда смотрели как на сторонника мира» , приезжал в Формийскую усадьбу, где обсудил с Цицероном письмо Цезаря, предлагавшего Цицерону посредничать в достижении мира с сенатом, в чем Маций обещал содействие.
По сообщению Плутарха, именно Мацию Цезарь после победы над Фарнаком в битве при Зеле отправил свою знаменитою победную реляцию Veni, vidi, vici.
После убийства Цезаря Цицерон, опасавшийся, что Маций станет мстить за диктатора, 7—8 апреля 44 до н. э. посетил его в усадьбе под Римом, чтобы обсудить положение, и Маций, радовавшийся, что «все погибло», предсказал, что через 20 дней начнется восстание в Галлии.
Выступая в сенате с утверждением о том, что Цезарь признал своим сыном Цезариона, Марк Антоний ссылался на Мация и Оппия как свидетелей.
За приверженность Цезарю и салютации Марку Антонию подвергался нападкам и угрозам со стороны Кассия и его сторонников. Цицерон осуждал Мация, в начале августа 44 до н. э. проголосовавшего за закон об обмене провинциями, по которому Антоний получил Цизальпийскую Галлию и прибывавшие из Македония легионы, а наместничество в Македонии передавалось Дециму Бруту.
Гай Маций как procuralor ludorum заведовал играми, устроенными Октавианом между 20 и 30 июля 44 до н. э. в честь победы Цезаря при Фарсале, но исполнил эту должность как частное лицо, не находившееся на государственной службе.
В письме в конце августа 44 Маций оправдывал свои действия перед Цицероном, заявляя: «Мне ставят в вину, что я тяжело переношу смерть близкого человека и негодую, что погиб тот, кого я любил; ведь, по их словам, отечество следует ставить выше дружбы, словно они уже доказали, что его кончина была полезна для государства». Поддерживая Цезаря в гражданской войне, он, якобы, не одобрял ни ее саму, ни и ее причины и пытался помочь в урегулировании разногласий, приведших к войне.
Побудил Цицерона написать «Учение академиков», «О пределах добра и зла» и, возможно, «Тускуланские беседы».
Плиний Старший пишет в «Естественной истории», что всадник Гай Маций, друг божественного Августа, по меньшей мере восемьдесят лет назад ввел в Риме искусство подрезания кустов. Это хронологическое указание дает основания сомневаться в тождественности плиниевского Мация с другом Цицерона и Цезаря; так Мюнцер и Штейн считают, что Плиний писал о его сыне, и это мнение разделяет Рональд Сайм. С другой стороны, ни один античный текст не препятствует отождествлению и, будучи моложе Цицерона и Цезаря, Маций вполне мог быть советником у последнего, а затем и у Августа, число же LXXX, указанное у Плиния, может быть следствием ошибки переписчика. Николе полагает, что в этом случае Маций мог умереть в начале новой эры или немногим ранее.
Колумелла в «Сельском хозяйстве» упоминает Гая Мация как автора трех сочинений по кулинарии: поваренной книги и руководств по приготовлению рыбы и рассолов. Его имя также носил один из сортов яблок.